# Carlos M. Fleitas
Carlos María Fleitas, abogado y político uruguayo perteneciente al Partido Colorado.

## Biografía
Graduado como abogado en la Universidad de la República.
Milita en el Partido Colorado, en filas de la Lista 15.
Durante el gobierno de Jorge Pacheco Areco, en 1970 ocupa la titularidad del Ministerio de Cultura, sustituyendo a Federico García Capurro. En 1971 fue transferido a la cartera de Economía, para suplantar al interpelado renunciante César Charlone; su actuación fue sumamente controvertida, con medidas para un año electoral: le dijo al presidente Pacheco que le iba a hacer ganar la elección, para lo cual congeló el tipo de cambio y aumentó los salarios y las jubilaciones.
En las elecciones de 1971 fue elegido a la Cámara de Diputados, asumiendo el cargo en marzo de 1972. En 1973 pidió el desafuero del senador Enrique Erro. Poco después serían disueltas las Cámaras y sobrevendría la dictadura cívico-militar.